# Arriagada Rock
Der Arriagada Rock (englisch; spanisch Islote Arriagada) ist eine kleine Insel im Archipel der Südlichen Shetlandinseln. Sie liegt östlich der Untiefe Maipó Shoal und südlich von González Island in der Discovery Bay von Greenwich Island.
Chilenische Wissenschaftler benannten sie vor 1998. Das UK Antarctic Place-Names Committee übertrug diese Benennung 2005 ins Englische.